# Cadillac-en-Fronsadais
Cadillac-en-Fronsadais è un comune francese di 1 131 abitanti situato nel dipartimento della Gironda nella regione della Nuova Aquitania.

## Società

### Evoluzione demografica
Abitanti censiti